# الهجل (تبن)

تعديل مصدري - تعديل

الهجـل هي إحدى قرى عزلة الحوطة بمديرية تبن التابعة لمحافظة لحج، بلغ تعداد سكانها 601 نسمة حسب تعداد اليمن لعام 2004.